# Зоро, сестро
Зоро, сестро је осамнаести студијски албум Снежане Ђуришић. Објављен је као ЦД и касета 1997. године у издању дискографских кућа ЗАМ и Vujin Trade Line AG.

## Песме на албуму
| Бр. | Песма                | Музика             | Текст                | Аранжман              |
| --- | -------------------- | ------------------ | -------------------- | --------------------- |
| 1.  | Зоро, сестро         | Миша Мијатовић     | Љиљана Јевремовић    | Бобан Продановић      |
| 2.  | Маска                | Душан Симовић      | Снежана Малданер     | Душан Симовић         |
| 3.  | Да су моје сузе вино | Миша Мијатовић     | Љиљана Јевремовић    | Бобан Продановић      |
| 4.  | Ти не знаш           | Мића Николић       | Мића Николић         | Мића Николић          |
| 5.  | Ти си моја жеља      | Миша Мијатовић     | Гордана Урек Ћировић | Душан Симовић         |
| 6.  | Три бунара           | Миша Мијатовић     | Радмила Бабић        | Бранимир Ђокић        |
| 7.  | Нека цвиле ветрови   | Раде Крстић        | Милорад Цветковић    | Душан Симовић         |
| 8.  | Био си ми све        | Миша Мијатовић     | Радмила Бабић        | Бобан Продановић      |
| 9.  | Удајем се ја         | Драган Александрић | Снежана Малданер     | Новица Николић Патало |
| 10. | Дај ми чари све      | Раде Крстић        | Миодраг Ж. Илић      | Мића Николић          |
| 11. | Леле, леле           | Драшко Савић       | Драшко Савић         | Ненад Николић         |